# 清見村立福寄小学校
清見村立福寄小学校 （きよみそんりつ ふくよりしょうがっこう）は、かつて岐阜県大野郡清見村（現・高山市清見町）に存在した公立小学校。

## 概要
- 清見村南部（藤瀬・福寄・三ツ谷など）が校区であった。1974年、夏厩小学校、牧ヶ洞小学校と統合し、清見小学校の新設により廃校。

## 沿革
- 1874年（明治7年）12月23日 - 大野郡三ッ谷村に三ッ谷学校が開校。藤瀬村、福寄村、三ツ谷村などの児童が通学する。一念寺[注釈 2]を仮校舎とする。
- 1875年（明治8年） - 森茂村、下林村、山田村、新宮村、下之切村、八日町村、三日町村、牧ヶ洞村、藤瀬村、福寄村、三ツ谷村、下本村、坂村、有巣村、二俣村、中野村、楢谷村、大原村、江黒村、大谷村、池本村、二本木村、夏厩村、上小鳥村、前原村、赤保木村、下切村、中切村、上切村が合併し、清見村が発足。
- 1881年（明治14年） - 清見村福寄に新築（木造2階建）移転。同時に明徳学校に改称する。
- 1887年（明治20年） - 福寄簡易科小学校に改称する。
- 1890年（明治23年）10月 - 福寄尋常小学校に改称する。
- 1897年（明治30年）5月 - 校舎を増築する。
- 1904年（明治37年）2月 - 福寄尋常高等小学校に改称する。
- 1910年（明治43年） - 校舎を増築する。
- 1925年（大正14年） - 校舎を増築する。
- 1938年（昭和13年）6月16日 - 季節保育園[注釈 3]を開設する。
- 1941年（昭和16年）4月1日 - 福寄国民学校に改称する。
- 1947年（昭和22年）4月1日 - 清見村立福寄小学校に改称する。福寄中学校を併設。
- 1963年（昭和38年）
  - 1月 - 中学校寄宿舎を設置。
  - 3月 - 巣野俣小学校を統合する。巣野俣分校を設置。
  - 4月1日 - 村内の中学校の統合により、福寄中学校は廃校。福寄小学校は単独校となる。
- 1964年（昭和39年）4月 - 巣野俣分校を廃止。
- 1974年（昭和49年）3月 - 統合により廃校。